# International Association of Applied Linguistics
Az International Association of Applied Linguistics (magyarul: Alkalmazott Nyelvészet Nemzetközi Szövetsége vagy franciául: Association Internationale de Linguistique Appliquée), vagy röviden AILA -t 1964-ben hozták létre, különféle  alkalmazott nyelvészeti szervezetek társulásaként. Az AILA több mint 8000 taggal rendelkezik több mint 35 különböző alkalmazott nyelvészeti szövetségben szerte a világon. Az AILA tovább növekszik, együttműködve a meglévő és kialakulóban lévő regionális hálózatokkal, mint például az AILA Kelet-Ázsia, az AILA Europe, az AILA Arabia és az AILA Latin-Amerika. Legfontosabb tevékenysége az Alkalmazott Nyelvészet Világkongresszusa, amelyre háromévente kerül megrendezésre. Két publikációval is rendelkezik: AILA News, egy hírlevél, és az AILA Review, egy tudományos folyóirat.

## Történelem
Az AILA-t 1964-ben alapították egy nemzetközi kollokviumon a franciaországi Nancy- i Egyetemen . Alapítását kétéves előkészítés előzte meg, amelynek két központi szereplője Antoine Culioli és Guy Capelle francia nyelvészek voltak. Az előkészítés részeként az egyesület 1963-ban tette közzé hivatalos folyóiratának első számát, a International Review of Applied Linguistics (magyarul: Nemzetközi Alkalmazott Nyelvészeti Áttekintés).
1969-re az egyesület összesen 18 országban nemzeti társulásokat, alkalmazott nyelvészeti központokat és alkalmazott nyelvészeti munkacsoportokat hozott létre. Ebben az évben a szövetség tartotta második ülését, ezúttal a Brit Alkalmazott Nyelvészeti Szövetség támogatásával .

## Bizottság
Az egyesületnek nyolc bizottsága működik jelenleg. A bizottság minden tagját a jelenlegi elnök nevezi ki.

### Szolidaritási Díjbizottság
- Azirah Hashim (elnök)
- Marjolijn Verspoor (tag)
- Sterzuk Andrea (tag)

### A Tiszteletdíj Bizottság
- Susan Hunston (szék)
- Sarah O'Brien (tag)
- Meilutė Ramonienė (tag)

### Az AILA Review szerkesztõbizottsága
- Antje Wilton (szék)
- Limin Jin (tag)
- Rosa Manchón (tag)
- Branca Falabella Fabricio (tag)
- Barbara Seidlhofer (tag)

### Az AILA alkalmazott nyelvészeti sorozat (AALS) szerkesztősége
- Antje Wilton (cahir)
- Hisako Yamauchi (tag)
- Anne Pitkanen-Huhta (tag)
- Hanele Dufva (tag)
- Folkert Kuiken (tag)
- Susanne Niemeier (tag)
- Rosa Manchón (tag)
- Susan Gass (tag)

### ReN bizottság
- Laura Gurzynski-Weiss (szék)
- Anne Pitkanen-Huhta (tag)
- Lian Zhang (tag)
- Laurie Anderson (tag)

### Jelölő bizottság
- Claire Kramsch (szék)
- Ee Ling Low (tag)
- Markus Bieswanger (tag)

### Az IACC bizottság
- Daniel Perrin (szék)
- Szundy Paula (tag)
- Marjolijn Verspoor (tag)

## Célok
Az AILA három fő célkitűzése: megkönnyíteni a nemzetközi együttműködést az alkalmazott nyelvészet területén, elősegíteni a kutatást és az oktatást, valamint új alkalmazott nyelvészeti elméletek terjesztését.

## Elnöki történelem
Az AILA elnökeit háromévente nevezik ki. Az elnökök kinevezése egybeesik a világkongresszussal. A pozíciót legfeljebb két egymást követő hároméves időszakra tartották.
| Időszak      | elnök               | Munkahely                                      |
| ------------ | ------------------- | ---------------------------------------------- |
| 2017 – jelen | Daniel Perrin       | Zürichi Alkalmazott Tudományok Egyeteme / ZHAW |
| 2014 – 2017  | Claire Kramsch      | Kaliforniai Egyetem, Berkeley                  |
| 2011 – 2014  | Bernd Rüschoff      | Duisburg-Esseni Egyetem                        |
| 2008 – 2011  | Martin Bygate       | Lancasteri Egyetem                             |
| 2005 – 2008  | Susan Gass          | Michigan Állami Egyetem                        |
| 2002-2005    | Susan Gass          | Michigan Állami Egyetem                        |
| 1999 – 2002  | Christopher Candlin | Macquarie Egyetem                              |
| 1996 – 1999  | Christopher Candlin | Macquarie Egyetem                              |
| 1993 – 1996  | Marc Spoelders      | Gent Egyetem                                   |
| 1990 – 1993  | Albert Valdman      | Indianai Egyetem                               |
| 1987 – 1990  | Albert Valdman      | Indianai Egyetem                               |
| 1984 – 1987  | Jos Nivette         |                                                |
| 1981 – 1984  | Jan Svartvik        | Lundi Egyetem                                  |
| 1978 – 1981  | Guy Rondeau         | Montreali Egyetem                              |
| 1975 – 1978  | Guy Rondeau         | Montreali Egyetem                              |
| 1972 – 1975  | Pit Corder          | Edinburghi Egyetem                             |
| 1969 – 1972  | Pit Corder          | Edinburghi Egyetem                             |
| 1964–1969    | Bernard Pottier     | Párizs-Sorbonne Egyetem                        |

## Szerkesztőbizottság
- Limin Jin
- Barbara Seidlhofer
- Rosa Manchón
- Branca Falabella Fabricio

## Partnerek
Az AILA a következő 34 országban rendelkezik szövetséggel:
- Australia: Applied Linguistics Association of Australia (ALAA)
- Austria: Verband für angewandte Linguistic (VERBAL)
- Belgium: Association Belge de Linguistique Appliquée (ABLA)
- Brazil: Applied Linguistics Association of Brazil (ALAB) Archiválva 2015. február 17-i dátummal a Wayback Machine-ben
- Cameroon: AILA Cameroon (CAMAILA)
- Canada: Canadian Association of Applied Linguistics (CAAL)
- China: China English Language Education Association (CELEA)
- Estonia: Estonian Association of Applied Linguistics (EAAL)
- Finland: Finnish Association of Applied Linguistics (AFinLA)
- France: Association Française de Linguistique Appliquée (AFLA)
- Germany: Gesellschaft für Angewandte Linguistik (GAL)
- Greece: Greek Applied Linguistics Association (GALA)
- Ireland: Irish Association for Applied Linguistics (IRAAL)
- Israel: Israel Association of Applied Linguistics (ILASH) Archiválva 2021. március 14-i dátummal a Wayback Machine-ben
- Italy: Associazione Italiana di Linguistica Applicata (AItLA)
- Japan: Japan Association of Applied Linguistics (JAAL)
- Korea (South): Applied Linguistics Association of Korea (ALAK) Archiválva 2014. december 23-i dátummal a Wayback Machine-ben
- Malaysia: Malaysian Association of Applied Linguistics (MAAL)
- Mexico: Asociación Mexicana de Lingüística Aplicada (AMLA)
- Netherlands: Association Nederlandaise de Linguistique Applique (ANELA)
- New Zealand: Applied Linguistics Association of New Zealand (ALANZ)
- Norway: Association Norvegienne de Linguistique Appliquèe (ANLA)
- Philippines: Linguistic Society of the Philippines (LSP)
- Russian Federation: National Association for Applied Linguistics (NAAL)
- Serbia and Montenegro: Association for Applied Linguistics in Bosnia and Herzegovina (AALBiH)
- Singapore: Singapore Association for Applied Linguistics (SAAL) Archiválva 2015. február 18-i dátummal a Wayback Machine-ben
- Slovenia: Slovene Association for Applied Linguistics (SALA)
- South Africa: Southern African Applied Linguistics Association (SAALA)
- Spain: Asociaciõn Española de Linguistica Aplicada (AEsLA)
- Sweden: Association Suèdoise de Linguistique Appliquèe (ASLA)
- Switzerland: Association Suisse de Linguistique Appliquèe (VALS/ASLA)
- United Kingdom: British Association of Applied Linguistics (BAAL)
- United States: American Association for Applied Linguistics (AAAL)

## Tevékenységek
Alkalmazott Nyelvészeti Világkongresszus vagy röviden AILA legfontosabb tevékenysége az Alkalmazott nyelvészet világkongresszusa, egy nemzetközi konferencia, amelyet három évente az egyik leányvállalat szervezi. A hároméves minta alóli kivétel az első franciaországi Nancy-i világkongresszus volt, mivel ötéves különbség volt az Anglia Cambridge-ben tartott második világkongresszus között.
A világkongresszusok listája a következő:
- Kuala Lumpur, Malájzia (2024)[10]
- Groningen, Hollandia (2020)[11]
- Rio de Janeiro, Brazília (2017)
- Brisbane, Ausztrália (2014)
- Peking, Kína (2011)
- Essen, Németország (2008)
- Madison, Wisconsin, Egyesült Államok (2005) [12]
- Szingapúr (2002)
- Tokió, Japán (1999)
- Jyväskylä, Finnország (1996)
- Amszterdam, Hollandia (1993)
- Chalkidiki, Görögország (1990)
- Sydney, Ausztrália (1987)
- Brüsszel, Belgium (1984)
- Lund, Svédország (1981)
- Montreal, Kanada (1978)
- Stuttgart, Németország (1975)
- Koppenhága, Dánia (1972)
- Cambridge, Anglia (1969)
- Nancy, Franciaország (1964)

## Közlemények
Az AILA két fő kiadványa, az AILA News és az AILA Review . Az AILA News egy hírlevél, amelyet évente háromszor adnak ki, az AILA Review pedig egy folyóirat, amelyet évente egyszer adnak ki és vendégszerkesztők szerkesztnek. Az AILA Review minden kiadása vagy egy adott témához kapcsolódó iratgyűjteményeket, vagy az egyik világkongresszus iratgyűjteményét tartalmazza. Amellett, hogy e két publikációban, AILA is működik a British Association for Applied Linguistics, az American Association for Alkalmazott Nyelvészeti és az Oxford University Press, hogy közzé tegye az Applied Lingusitics folyóiratot.

## Kormányzás
Az egyesületben az igazgatóság és a nemzetközi bizottság dönt. Az igazgatóság ajánlásokat fogalmaz meg a nemzetközi bizottság számára, amelyen az összes alkalmazott alkalmazott nyelvészet nemzeti kapcsolt szövetsége szavazhat. Ezekre a szavazatokra évente egyszer kerül sor, a világ különböző helyszínein.
Az igazgatóság tizenegy tisztséggel rendelkezik, amelyek közül hét rögzített szerepet tölt be: (1)) az elnök, (2) a volt elnök, (3) a pénztáros, (4) a főtitkár, (5) a kutatási hálózatok koordinátora és a (6) kiadványok koordinátora. A fennmaradó négy álláshelynek nincs rögzített szerepe, és birtokosaikat általában tagoknak nevezik. Az igazgatósági tagok maguk viselik saját költségeiket.

## Fordítás
Ez a szócikk részben vagy egészben  az   International Association of Applied Linguistics című angol Wikipédia-szócikk ezen változatának fordításán alapul.  Az eredeti cikk szerkesztőit annak laptörténete sorolja fel. Ez a jelzés csupán a megfogalmazás eredetét és a szerzői jogokat jelzi, nem szolgál a cikkben szereplő információk forrásmegjelöléseként.